# 凌文輝
凌文輝（羅馬拼音：Robert Lin Woon Fui，1983年3月31日—），是馬來西亞已退役男子羽球運動員。他與搭檔法魯茲祖安·塔扎里曾在2006年IBF世界錦標賽男子雙打中晉級八強。目前在亞航羽球學院擔任教練。

## 爭議
2022年7月8日，凌文輝被馬來西亞反貪污委員會指控涉及兩起詐騙案，惟他對這倆起訴皆不認罪。